# San Francisco La Unión
San Francisco La Unión é uma cidade da Guatemala do departamento de Quetzaltenango.